# Dimanche de tous les Saints

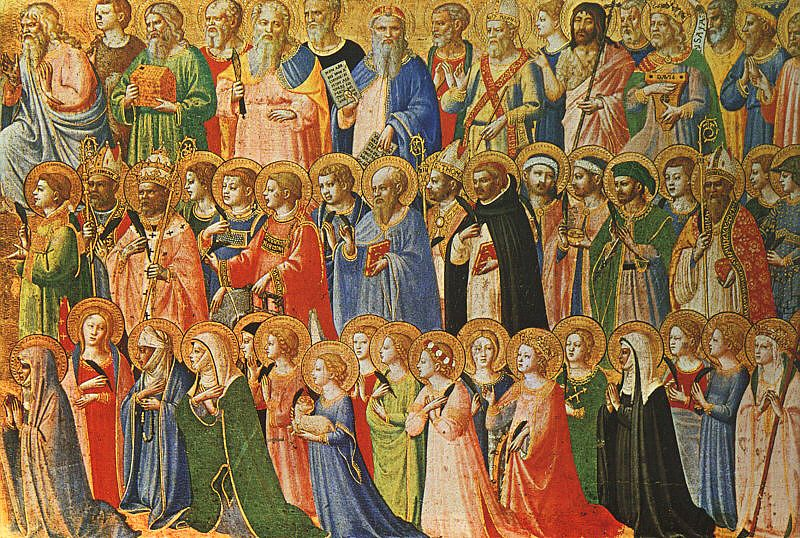
Les précurseurs du Christ avec les saints et les martyrs. Peinture de Fra Angelico, vers 1423-1424. Détrempe sur bois. National Gallery, Londres

Le Dimanche de tous les Saints (grec : Αγίων Πάντων, Agiōn Pantōn) est une fête des Églises d'Orient — Églises orthodoxes et Églises catholiques de rite byzantin — célébrée le dimanche qui suit la Pentecôte, à P + 56. Cette célébration commémore tous les saints, de tous les continents, martyrs ou non, connus et inconnus.

## Origine historique
La célébration de « tous les saints » acquit une grande importance au IXe siècle, lors du règne de l'empereur byzantin Léon VI le Sage (866-912). Son épouse, l'impératrice Théophanô — commémorée le 16 décembre — particulièrement laide et pieuse étant morte en 883, l'empereur décida de bâtir en son honneur un sanctuaire qui lui serait dédié. Cela lui ayant été interdit par les autorités religieuses, il décida de consacrer cette église à « tous les saints », de telle façon que son épouse, considérée comme sainte par sa conduite, soit honorée chaque fois que la fête de « tous les saints » était célébrée. Selon la tradition, c'est Léon VI qui étendit la fête de « tous les martyrs » à « tous les saints », martyrs ou non, connus ou inconnus.
Le dimanche de tous les Saints (P + 56) est la dernière célébration du temps pascal. Celui-ci se termine à P + 63.

## Hymnographie[2]
Tropaire de tous les saints (ton 1)
Chantons l’innombrable multitude de tous les saints :

les apôtres, les prophètes, les pontifes et les martyrs ;

le chœur des vénérables, les justes de tous les temps, l’assemblée des saintes femmes, les anonymes avec ceux que nous connaissons.

Et, célébrant leur mémoire, disons-leur : « Gloire à celui qui vous a couronnés !

Gloire à celui qui fit des merveilles pour vous !

Gloire à celui qui sur l’Église vous a fait luire d’un tel éclat ! »

## Lectures[2]
- Hébreux, 11:33-40, 12:1-2
- Jean, 10:32-33, :37-38, 19:27-30